# Papp György (pap)
Papp György Tarczi Papp György (Nyírgelse, 1909. január 8. – Hamilton, 1975. december 30.) görögkatolikus pap, egyházjogász és egyháztörténész.

## Élete[1]
Teológiai tanulmányait az esztergomi szemináriumban végezte. A budapesti Pázmány Péter Tudományegyetem Hittudományi Karán kánonjogi doktorátust szerzett. Miklósy István püspök Nyíregyházán szentelte a Hajdúdorogi egyházmegye papjává 1933. december 6-án. Felszentelése után 1934-ben ösztöndíjasként római pápai egyetemeken végzett posztgraduális tanulmányokat. Hazatérése után a Hajdúdorogi egyházmegye Püspöki Hivatalában (Nyíregyháza) fogalmazó (1934-1939), majd pedig püspöki titkár (1939-1946). 1939-től püspöki tanácsos. 1942-től - mindössze 33 évesen - a hajdúdorogi székeskáptalan kanonokja.
1945-ben a nyíregyházi MADISZ elnöke. 1945-1947 között a Független Kisgazdapárt színeiben országgyűlési képviselő, majd kutatói ösztöndíjjal Rómában szentszéki levéltárakban végez kutatásokat. Miután nem térhetett vissza Magyarországra, 1949-ben Kanadába költözött. 1950-től haláláig a kanadai magyar görögkatolikusok lelkipásztora, a Torontói Ukrán Görögkatolikus Egyházmegye Magyar Esperesi Kerületének esperese. Parókiát szervezett Hamiltonban, Wellandban, Courtlandban és Windsorban, leányegyházakat Oshawában, Branfordban, Montrealban és Torontóban.
Magyarországon a kommunista államhatalom nyomására Dudás Miklós hajdúdorogi püspök 1951.augusztus 25-én a Hajdúdorogi egyházmegyében betöltött minden hivatalából felmentette.
Kitüntetései: 1959-től pápai prelátus, 1975-ben a püspöki korona viselésére kap jogot.

## Művei[2]
- A magyarság és a bizánci kereszténység kapcsolatának kezdetei, Nyíregyháza, Görögkatolikus Élet, 1938
- Szabolcsi görögkatolikus parochiák, In:  Dienes István: Szabolcs vármegye (Szabolcs és Ung k. e. e. vármegyék), (Vármegyei Szociográfiák), Budapest, Vármegyei Szociográfiák Kiadóhivatala, 1939
- A munkácsi püspökség eredete, Székfoglaló értekezés, Miskolc, SZEMISZ, 1940
- Adalékok De Camillis József munkácsi püspök működéséhez In: Keleti Egyház 1941. évi május havi (5–77.) számából [Különnyomat], Miskolc, Keleti Egyház, 1941
- Az ungvári unió időpontja, Miskolc, Ludvig István Könyvnyomdája, 1941
- A Hajdúdorogi Egyházmegye területváltozásai, Miskolc 1942.
- A magyarországi gör. kath. püspökségek s a relatio dioecesana kötelezettsége, Nyíregyháza, 1942
- A magyar görögkatolikus szórványok egyházjogi helyzete, Nyíregyháza, Venkovics Lajos Könyvnyomdája, 1942
- A munkácsi egyházmegye székeskáptalanjának statutumai, (Irodalmi és Tudományos Könyvtár), Ungvár, Kárpátaljai Tudományos Társaság, 1942
- Magyarország prímásának joghatósága és a görögkatolikus egyház, Miskolc, Ludvig István Könyvnyomdája, 1943
- A magyar görögkatolikus egyház partikuláris jogforrásai, Budapest, Stádium, 1943
- A Tametsi-dekrétum és a keleti egyházjog I. (Dolgozatok a Budapesti Királyi Magyar Pázmány Péter Tudományegyetem Kánonjogi Szemináriumából), Budapest, Stádium, 1944
- Egyházmegyei zsinati jogalkotás Magyarországon a C.J.C. óta, Nyíregyháza, 1945
- A görögkatolikus magyarság helyzete Erdélyben, Kolozsvár, Minerva Irodalmi és Nyomdai Müintézet Részvénytársaság, é.n.
- A mohácsi Miatyánk, 	(Görögkatolikus Szemle Kis Könyvtára), Nyíregyháza, Görögkatolikus Szemle, é.n.
- „Magasztalja az én lelkem az Urat” Görögkatolikus imakönyv, Toronto 1952.